# Eleonora Sofia Barnekow
Eleonora Sofia (Ulla) Barnekow, född 26 augusti 1807, död 14 augusti 1850 i Roskilde, var en svensk målare och tecknare.
Hon var dotter till justitiestatsministern greve Hans Gabriel Trolle-Wachtmeister och friherrinnan Hedvig Amalia Charlotta Klinckowström och från 1831 gift med kammarherren friherre Kjell Henrik Barnekow. Hon var verksam som porträttmålare och utförde bland annat ett porträtt av drottning Josephine och ett stort antal släktporträtt. 